# رومی باسک
رومی باسک (انگلیسی: Romain Basque؛ زادهٔ ۳۰ ژوئن ۱۹۹۵) بازیکن فوتبال اهل فرانسه است.
از باشگاه‌هایی که در آن بازی کرده‌است می‌توان به باشگاه فوتبال لو آور اشاره کرد.